# Guardians of the Flame
Guardians of the Flame è il secondo album del gruppo statunitense Virgin Steele, uscito nel 1983.

## Tracce
1. Don't Say Goodbye (Tonight) (David DeFeis) - 4:24
2. Burn the Sun (Jack Starr)- 4:24
3. Life of Crime (Jack Starr) - 4:40
4. The Redeemer (David DeFeis/Jack Starr) - 7:05
5. Birth Trough Fire (Strumentale) (David DeFeis) - 0:39
6. Guardians of the Flame (David DeFeis/Jack Starr) - 6:45
7. Metal City (Jack Starr) - 4:12
8. Hell or High Water (Jack Starr) - 3:17
9. Go All the Way (Jack Starr) - 3:12
10. A Cry in the Night (David DeFeis) - 4:04

## Bonus Track nell'edizione 2002
1. I Am the One (Musica: David DeFeis/Jack Starr, Testo: David DeFeis) - 3:47
2. Go Down Fighting (Jack Starr) - 3:31
3. Wait for the Night (Jack Starr) - 4:19
4. Interview - 6:42
5. Blues Deluxe Oreganata (I Might Drown) (Musica: David DeFeis/Edward Pursino, Testo: David DeFeis) - 6:13